# Pythonichthys
Genre
Pythonichthys est un genre de poissons téléostéens serpentiformes.

## Liste d'espèces
Selon ITIS:
- Pythonichthys asodes Rosenblatt & Rubinoff, 1972
- Pythonichthys macrurus (Regan, 1912)
- Pythonichthys microphthalmus (Regan, 1912)
- Pythonichthys sanguineus Poey, 1868